# Децим Магн Авсоний
Де́цим Магн Авсо́ний или Авзоний (лат. Decimus Magnus Ausonius, ок. 310 — ок. 394) — древнеримский поэт и ритор.

## Биография
Родился, по утверждению в своих стихах, в Бурдигале (ныне Бордо) либо, по другим данным, в Базасе (лат. Castrum Vasatum), в богатой галло-римской семье. Его родители имели наследственные поместья и принадлежали к сословию куриалов, отец поэта, Юлий Авсоний, был к тому же известным врачом. Мать, Эмилия Эония, была дочерью землевладельца Цецилия Агриция Арбория. Обучался в Бурдигале, затем в Толосе у своего дяди по матери Эмилия Магна Арбория, известного в то время ритора.
Когда Арборий был приглашён ко двору Константина I учителем для его сыновей, Авсоний вернулся в Бурдигалу. С 334 по 364 занимался преподаванием сначала грамматики, затем риторики, и в качестве ритора прославился по всей Галлии. Жену себе Авсоний взял в том же кругу провинциальной знати. Она родила ему троих детей, старший ребёнок умер в младенчестве, а второй сын Гесперий и затем муж дочери Талассий стали самыми близкими Авсонию людьми до последних лет. Жена его скончалась молодой, лет через десять после свадьбы; впоследствии Авсоний помянул её одним из самых нежных своих стихотворений «О родных».
Ставший в 364 императором Запада, Валентиниан I через год пригласил Авсония в свою резиденцию в Августе Треверов (Трире) в качестве воспитателя своего сына Грациана. В 368 г. поэт вместе с наследником сопровождал императора в зарейнском походе. Во время этой экспедиции написал для забавы двора два изощрённых стихотворения — «Гриф о числе три» (по поводу вопроса, сколько чаш следует пить на пиру) и «Свадебный центон», составленный из полустиший Вергилия, приобретавших в новом контексте слегка непристойный смысл. В награду получил германскую пленницу Биссулу, про которую написал несколько маленьких стихотворений; а по возвращении из похода описал своё плавание по Мозелю в большом стихотворении «Мозелла» — самом известном своём произведении.
Став в 375 году императором, Грациан щедро вознаградил своего наставника. Сам Авсоний был назначен дворцовым квестором, а в 377—378 был префектом претория Галлии, его престарелый отец — викарием Иллирика, зять Талассий — наместником в Македонии, затем в Африке, сын Гесперий — префектом претория Италии, Иллирика и Африки (377—380), племянник Эмилий Магн Арборий — начальником императорских имуществ (379), затем префектом Рима (380). В 379 Авсоний был удостоен должности консула — самого почётного звания в имперской иерархии. По этому случаю он сочинил две «Консульские молитвы» в стихах, составил «Летопись» всех римских консулов от начала республики до собственного года и произнёс «Благодарственную речь» императору Грациану, полную самых гиперболических славословий.
В 383 Грациан был убит во время мятежа Магна Максима, и Авсоний удалился на покой. В своём сельском уединении он продолжал сочинять стихи, которые рассылал своим знакомым, не помышляя о публикации. Слава о его таланте, однако, разносилась всё шире и достигла двора императора Феодосия, который и предложил поэту собрать и издать полный свод его стихов. Умер он в конце 393 или начале 394 года.

## Творчество
Не обладавший крупным поэтическим дарованием, Авсоний, тем не менее, считается наиболее значительным позднелатинским поэтом.
Для творчества Авсония, как и для многих римских поэтов позднего периода, характерно увлечение формальной стороной стиха, различного рода сложные поэтические эксперименты («технопегнии» («шутки ремесла»), «ропалический» стих), сознательная вторичность, «цитатность» творчества (отсылки к авторам классической эпохи, центоны). С художественной точки зрения критика Нового времени ставила позднеримских поэтов невысоко, но для Авсония отчасти делала исключение, видя в нём певца природы современных Франции и Германии и находя в его лирике созвучность настроениям романтизма, хотя и критикуя при этом его риторическую вычурность.

Авсоний пришел в поэзию на готовое. Он твердо знал: все, что можно сказать, уже сказано наилучшим образом поэтами-классиками, и теперь осталось только использовать их удачи, комбинировать их находки, доводить до предела их приемы.— Гаспаров М. Л. Авсоний и его время
Из произведений Авсония стоит выделить «Мозеллу» — стихотворное описание путешествия автора по Мозелю, а также цикл стихотворений «О знаменитых городах». Начальное стихотворение этого цикла является одним из самых знаменитых в мировой литературе одностиший:

Prima urbes inter, divum domus, aurea Roma
(Рим золотой, обитель богов, меж градами первый)— Пер. В. Я. Брюсова
Другое стихотворение Авсония навеяло Тютчеву знаменитое «Певучесть есть в морских волнах…», где латинская строчка из оригинала поставлена эпиграфом.

## Издания
- Поздняя латинская поэзия. М., 1982. С. 35-188.
- Авсоний. Стихотворения / Пер. М. Л. Гаспарова, Ю. Ф. Шульца, А. В. Артюшкова, В. Я. Брюсова, М. Е. Грабарь-Пассек, Ф. А. Петровского, Б. И. Ярхо. — М.: Наука, 1993. — 368 с. — (Литературные памятники). (с приложением поэмы Павлина из Пеллы в переводе М. Л. Гаспарова)
- Издание в «The Loeb classical library» (латинский текст с английским переводом, под № 96, 115): Vol. I; Vol. II